# Ятир (библейское поселение)
Ятир (др.-евр. יַתִּר‬) — город в Иудее, несколько раз упоминаемый в еврейской Библии. В IV веке н. э. был христианским городом (был известен под названием Иефера). Его отождествляют с Хорват Яттир/Хирбет Аттир, археологическим памятником в южной части Хевронского нагорья, расположенным на территории современного Израиля.

## Древние источники

### Еврейская Библия
В Библии (Нав. 15:48) говорится, что Иаттир находился в горах Иудеи. Поселение было выделено Иисусом Навином коэнам, в частности сыну Аарона Элеазару.
«И дали сынам Аарона священника Хеврон и предместья его, город убежища для убийцы, и Ливну и предместья её, и Иаттир (Яттир) и предместья его, и Эштемоа и предместья её»(Нав. 21:13, 14).
Примерно 400 лет спустя в Библии упоминается, что царь Давид поделился частью военной добычи, добытой в битве с амаликитянами, со старейшинами Яттира (1Цар. 30:27).

### Ономастикон
В начале IV века нашей эры греческий историк Евсевий дважды упоминает этот город в своём Ономастиконе:
Один раз так: «Иефера — теперь очень большая деревня во внутренней Дароме, расположенная недалеко от Малафы».
Другой раз с уточнением: «Это теперь очень большая деревня Иефера, примерно в двадцати милях от Елевферополя, полностью христианская, во внутренней Дароме, недалеко от Малафы».

### Карта Мадабы
Город изображен на карте из Мадабы (VII век).

## Археологический памятник

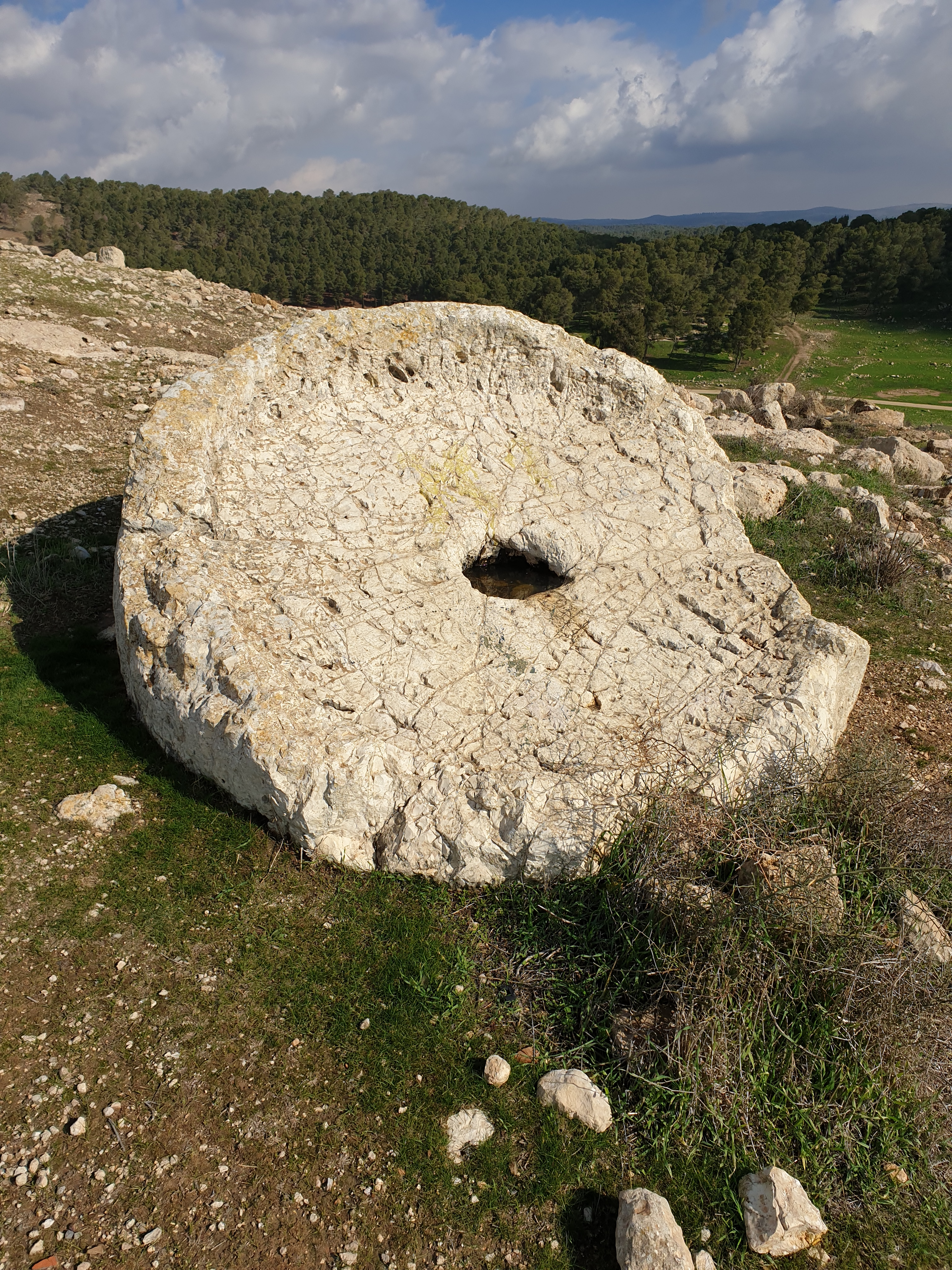
Жернова маслопресса в Ятире

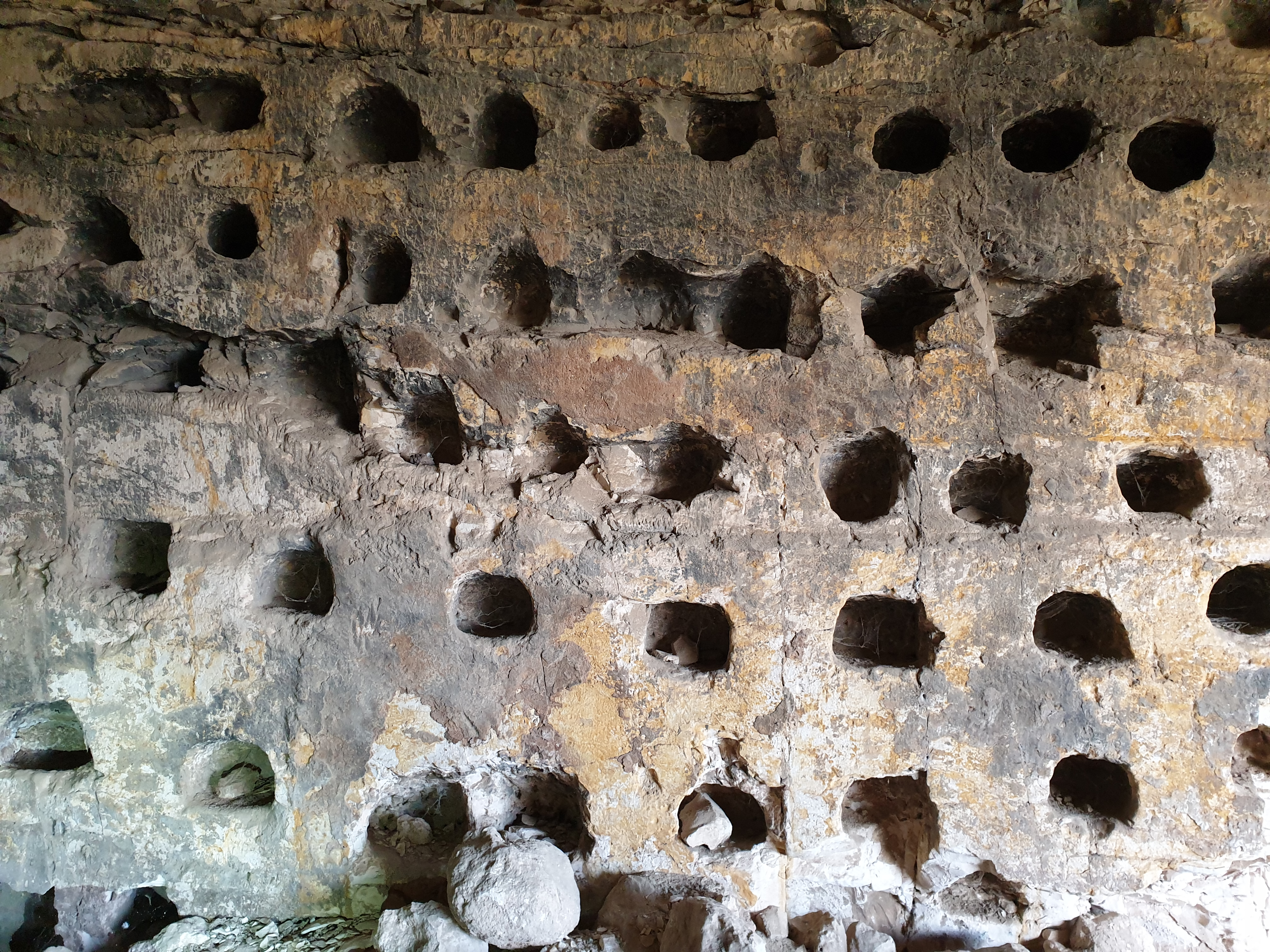
Стена колумбария в Ятире

Эдвард Робинсон отождествил Ятир с Хирбет Аттиром (Хорват Яттир), к юго-западу от Хеврона на Западном берегу. Феликс-Мари Абель писал, что на этом месте видны римские и византийские руины, включая церковь.
Раскопки (1995—1999 годы) обнаружили заселение этого места в период энеолита, раннего бронзового века, железного века (начиная с VII века до н. э.), персидского периода, эллинистического периода и вплоть до мамлюкского периода. На этом месте были раскопаны две византийские церкви. Поселение, по-видимому, было разрушено в конце восстания Бар-Кохбы.

## Другие идентификации
Виктор Герен считал, что Ятир идентичен деревне Ятер в Ливане.